# النوع الآخر من الحب
النوع الآخر من الحب (بالإنجليزية: The Other Kind of Love)‏ هو فيلم أبيض وأسود درامي أمريكي صامت إنتاج عام 1924 أخرجه ديوك وورن وبطولة ويليام فيربانكس ودوروثي ريفير وإديث يورك.

## ملخص الفليلم
يعود جورج بنتون إلى المنزل من الكلية بعد أن قام بتزوير شيك ويضحي شقيقه الأكبر آدم بنتون بمدخراته لإنقاذ شقيقه جورج من السجن. سرعان ما تزوج جورج من الفناة إلسي، وهي يتيمة تعيش في مزرعة بنتون، ولكن بعد فترة وجيزة من مغادرة الزوجين للمزرعة لقضاء شهر العسل، وصلت فتاة إلى المزرعة وعرفت نفسها على أنها زوجة جورج الأولى، يندفع آدم إلى الكوخ حيث يقيم جورج وإلسي ، ويتقاتل الأخوان. ويسقط آدم بلا وعي وفيما اندفع جورج خارجاً من الكوخ مرعوبًا وسقط فوق منحدر معتقداً أنه قتل شقيقه آدم، بعد فترة آدم يستعيد وعيه وينقذ شقيقه جورج. بعد ذلك يعمل جورج على اصلاح علاقته بزوجته الأولى ؛ فيما يتزوج آدم من الفتاة إلسي.

## فريق التمثيل
- ويليام فيربانكس في دور آدم بنتون
- دوروثي ريفير في دور إلسي
- إديث يورك في دور ماري بينتون
- روبرت كيث في دور جورج بنتون
- ريا ميتشيل في دور فتاة الجوقة

## روابط خارجية
- النوع الآخر من الحب  في قاعدة بيانات الأفلام على الإنترنت (بالإنجليزية)